# Mesochorus discitergus
Mesochorus discitergus är en stekelart som först beskrevs av Thomas Say 1835.  Mesochorus discitergus ingår i släktet Mesochorus och familjen brokparasitsteklar. Arten är reproducerande i Sverige. Inga underarter finns listade i Catalogue of Life.